# Джанбе-Сара
Джанбе-Сара (перс. جنبه سرا) — село в Ірані, у дегестані Діначал, у бахші Паре-Сар, шагрестані Резваншагр остану Ґілян. За даними перепису 2006 року, його населення становило 699 осіб, що проживали у складі 166 сімей.

## Клімат
Середня річна температура становить 13,93 °C, середня максимальна – 27,88 °C, а середня мінімальна – 0,07 °C. Середня річна кількість опадів – 739 мм.
| Клімат поселення                              | Клімат поселення | Клімат поселення | Клімат поселення | Клімат поселення | Клімат поселення | Клімат поселення | Клімат поселення | Клімат поселення | Клімат поселення | Клімат поселення | Клімат поселення | Клімат поселення | Клімат поселення |
| Показник                                      | Січ.             | Лют.             | Бер.             | Квіт.            | Трав.            | Черв.            | Лип.             | Серп.            | Вер.             | Жовт.            | Лист.            | Груд.            |                  |
| Середній максимум, °C                         | 11,25            | 11,21            | 12,62            | 16,47            | 20,61            | 26,18            | 27,88            | 27,80            | 22,97            | 20,53            | 16,24            | 12,16            |                  |
| Середня температура, °C                       | 5,67             | 5,64             | 7,07             | 10,91            | 15,04            | 20,62            | 23,65            | 23,57            | 18,74            | 16,32            | 12,01            | 7,95             |                  |
| Середній мінімум, °C                          | 0,10             | 0,07             | 1,52             | 5,35             | 9,47             | 15,06            | 19,40            | 19,34            | 14,51            | 12,08            | 7,78             | 3,71             |                  |
| Норма опадів, мм                              | 71               | 59               | 65               | 55               | 39               | 24               | 11               | 32               | 75               | 114              | 86               | 108              |                  |
| Середньомісячна швидкість вітру, м/с          | 2.29             | 2.40             | 2.40             | 2.32             | 2.29             | 2.51             | 2.60             | 2.35             | 2.08             | 2.04             | 1.93             | 1.98             |                  |
| Середньомісячна сонячна радіація, кДж/м²·день | 6877             | 9159             | 11245            | 15841            | 19974            | 22742            | 23660            | 19889            | 16273            | 11051            | 8521             | 6530             |                  |
| --------------------------------------------- | ---------------- | ---------------- | ---------------- | ---------------- | ---------------- | ---------------- | ---------------- | ---------------- | ---------------- | ---------------- | ---------------- | ---------------- | ---------------- |
| Джерело:                                      |                  |                  |                  |                  |                  |                  |                  |                  |                  |                  |                  |                  |                  |